# Karl-Heinz Löffler (Schriftsteller)
Karl-Heinz Löffler (* 1948 in Friedrichsdorf in Nordrhein-Westfalen) ist ein deutscher Sozialwissenschaftler, Germanist, Literaturwissenschaftler und Tonmeister und verfasste als Schriftsteller zahlreiche Lyrik- und Prosawerke.

## Leben
Karl-Heinz Löffler wuchs in der Nachkriegszeit in dem kleinen Ort Friedrichsdorf bei Gütersloh in dem von der alliierten Militärregierung neugebildeten Land Nordrhein-Westfalen auf. Dort besuchte er die Friedrichsdorfer Volksschule und absolvierte anschließend eine Handwerkslehre im Elektro-Fach sowie ein Praktikum in der HF-Technik. Über den Zweiten Bildungsweg besuchte er die Berufsaufbauschule und versah anschließend vier Jahre Dienst beim Bundesgrenzschutz im Bereich Bundespasskontrolldienst im Grenzschutzeinzeldienst (GSE-Passkontrolldienst).
In der Folge durchlief Löffler ein Fachhochschulstudium für das Fach Sozialwissenschaft und studierte die Fächer Germanistik und Literaturwissenschaft an den Universitäten Bielefeld und Hannover. Parallel dazu arbeitete er in der Industrie und im Handwerk als Elektroinstallateur und finanzierte sein Studium als Fernfahrer im Werksfernverkehr. Sein Sozialpraktikum führte ihn in ein Projekt der Erwachsenenbildung der evangelischen Lippischen Landeskirche und in Bielefeld in das Kuratorium für Jugendarbeit in den evangelischen Kirchengemeinden Altstädter Nicolaikirche und Georgenkirche. Löffler assistierte den Tontechnikern an den Bühnen der Stadt Bielefeld und erhielt dort in der Folge einen Vertrag als Tontechniker beim Schauspiel.
Nachdem Karl-Heinz Löffler zunächst vertraglich als Tontechniker an der Niedersächsischen Staatsoper in Hannover engagiert worden war, erhielt er ein Engagement als Tonmeister des Niedersächsischen Staatstheaters Hannover für die Sparte Musiktheater und Oper.
Neben seiner beruflichen Tätigkeit schuf Löffler als Schriftsteller zahlreiche Prosa- und Lyrikwerke. Anfang des 21. Jahrhunderts gab der Schriftsteller den hannoverschen Stadtteil Calenberger Neustadt als seinen Wohnsitz an. Sein Buch „Mutmaßliches über Linden“ widmete er seiner Ehefrau, der langjährigen Betriebsrätin der Gewerkschaft Textil und Bekleidung bei der Bettfedernfabrik Werner & Ehlers.

## Schriften (Auswahl)
- Horrido! Oder im Niggen Dourpe ist Schützenfest. Eine dörfliche Schilderung, Gütersloh: Bonewie-Verlag, 1993, ISBN 978-3-929494-02-0 und ISBN 3-929494-02-7
- Dörfliche Weihnacht. Eine Weihnachtserzählung, Gütersloh: Bonewie-Verlag, 1993, ISBN 978-3-929494-03-7 und ISBN 3-929494-03-5
- ... denn sie hatten sonst keinen Raum in der Herberge. Einige fürwahr andere Weihnachtsgeschichten / erzählt von Karl-H. Löffler, Original-Ausgabe, 1. Auflage, Aachen: Fischer, 1997, ISBN 978-3-89514-090-7 und ISBN 3-89514-090-2
- Alkorien oder wundersame Begebenheiten in einem fernen Land. Phantasien am Vorabend des 24. Dezember / wiedergegeben von Karl-H. Löffler, Original-Ausgabe, 1. Auflage, Aachen: Fischer, 1997, ISBN 978-3-89514-089-1 und ISBN 3-89514-089-9
- Riepeltied oder die allgemeinen Allüren des Alltags. Friedrichsdorfer Momente, Original-Ausgabe, 1. Auflage, Aachen: Fischer, 1998, ISBN 978-3-89514-130-0 und ISBN 3-89514-130-5
- ... denn es soll wieder Weihnachten werden oder die Reise in den Vogelsberg, Hünfeld: Rhön-Verlag, 1998, ISBN 978-3-931796-69-3 und ISBN 3-931796-69-8
- Silvesternacht oder das Spiegelbild eines unwirklichen Traums. Eine Novelle, Original-Ausgabe, Erstdruck, 1. Auflage, Oldenburg: Schardt, 1999, ISBN 978-3-933584-63-2 und ISBN 3-933584-63-9
- Wunderweiße Winternächte oder ... wie ich so strolchte durch den verschneiten Tann. Winter- und Weihnachtsgeschichten aus dem Vogelsberg / ersonnen und niedergeschrieben von Karl-H. Löffler, Anthologie, Hünfeld: Rhön-Verlag, [2000], ISBN 978-3-931796-94-5 und ISBN 3-931796-94-9
- Mutmaßliches über Linden. Episoden aus einem Stadtteil, Anthologie, Oldenburg: Isensee, 2002, ISBN 978-3-89598-868-4 und ISBN 3-89598-868-5